# Chelonus belokobylskiji
Chelonus belokobylskiji är en stekelart som först beskrevs av Vladimir Ivanovich Tobias 1984.  Chelonus belokobylskiji ingår i släktet Chelonus och familjen bracksteklar. Inga underarter finns listade i Catalogue of Life.